# ماو كوباياشي
ماو كوباياشي (باليابانية: 小林 真鷹) (13 يوليو 1999 في طوكيو في اليابان – )؛ هو لاعب كرة قدم ياباني سابق كان يلعب كلاعب وسط.

## وصلات خارجية
- ماو كوباياشي على موقع رابطة كرة القدم اليابانية للمحترفين (اليابانية)
- ماو كوباياشي على موقع Soccerway.com (الإنجليزية)